# Sphenomorphus louisiadensis
Sphenomorphus louisiadensis — вид сцинкоподібних ящірок родини сцинкових (Scincidae). Ендемік Папуа Нової Гвінеї.

## Поширення і екологія
Sphenomorphus louisiadensis є ендеміками острова Россель в архіпелазі Луїзіада. Вони живуть у вологих рівнинних тропічних лісах, кокосових гаях і садах. Зустрічаються на висоті до 500 м над рівнем моря.